# Typ 12M Rothesay
Typ 12M Rothesay (či třída Rothesay) byla třída fregat Britského královského námořnictva, Jihoafrického námořnictva a Novozélandského královského námořnictva. Třída byla vylepšením fregat typu 12 Whitby. Jejím hlavním úkolem byla protiponorková obrana floty. Pro britské námořnictvo bylo postaveno celkem 9 fregat, další 4 získala Austrálie, 3 Jihoafrická republika a 2 Nový Zéland. Všechny již byly vyřazeny.

## Pozadí vzniku
Pro Britské královské námořnictvo bylo postaveno celkem 9 fregat základní verze této třídy, pojmenovaných Rothesay, Londonderry, Brighton, Falmouth, Yarmouth, Rhyl, Lowestoft, Berwick a Plymouth. Stavba probíhala v letech 1956–1961, přičemž fregaty byly do služby zařazovány v letech 1960–1961. Vyřazeny byly v průběhu 80. let. Další tři rozestavěné trupy již byly dokončeny jako třída Leander.
Jednotky třídy Typ 12M Rothesay:
| Jméno                      | Uživatel       | Loděnice                           | Založení kýlu      | Spuštěna           | Zařazena do služby | Status                                                                                          |
| -------------------------- | -------------- | ---------------------------------- | ------------------ | ------------------ | ------------------ | ----------------------------------------------------------------------------------------------- |
| Rothesay (F107)            | Velká Británie | Yarrow, Scotstoun                  | 6. listopadu 1956  | 9. prosince 1957   | 23. dubna 1960     | Prodána do šrotu 1988.                                                                          |
| Londonderry (F108)         | Velká Británie | JS White, Cowes                    | 15. listopadu 1956 | 20. května 1958    | 18. října 1960     | Potopena jako cvičný cíl 1989.                                                                  |
| Brighton (F106)            | Velká Británie | Yarrow, Scotstoun                  | 23. července 1957  | 30. října 1959     | 28. září 1961      | Prodána do šrotu 1985.                                                                          |
| Falmouth (F113)            | Velká Británie | Swan Hunter, Wallsend-on-Tyne      | 23. listopadu 1957 | 15. prosince 1959  | 25. července 1961  | Prodána do šrotu 1989.                                                                          |
| Yarmouth (F101)            | Velká Británie | John Brown, Clydebank              | 29. listopadu 1957 | 23. března 1959    | 26. března 1960    | Potopena jako cvičný cíl 1987.                                                                  |
| Rhyl (F129)                | Velká Británie | Portsmouth Dockyard                | 29. ledna 1958     | 23. dubna 1959     | 31. března 1960    | Potopena jako cvičný cíl 1985.                                                                  |
| Lowestoft (F103)           | Velká Británie | Alexander Stephens and Sons, Govan | 9. června 1958     | 23. června 1960    | 26. září 1961      | Potopena jako cvičný cíl 1986.                                                                  |
| Berwick (F115)             | Velká Británie | Harland and Wolff, Belfast         | 16. června 1958    | 15. prosince 1959  | 1. června 1961     | Potopena jako cvičný cíl 1986.                                                                  |
| Plymouth (F126)            | Velká Británie | Devonport Dockyard                 | 1. července 1958   | 20. července 1959  | 11. května 1961    | Muzejní loď 1989.                                                                               |
| Weymouth                   | Velká Británie | Harland and Wolff, Belfast         | 10. dubna 1959     | –                  | –                  | Stavba zrušena 1960, dokončena jako HMS Leander (F109) třídy Leander.                           |
| Fowey                      | Velká Británie | Cammell Laird, Birkenhead          | 19. října 1959     | –                  | –                  | Stavba zrušena 1960, dokončena jako HMS Ajax (F114) třídy Leander.                              |
| Hastings                   | Velká Británie | Yarrow, Scotstoun                  | 2. prosince 1959   | –                  | –                  | Stavba zrušena 1960, dokončena jako HMS Dido (F104) třídy Leander.                              |
| Otago (F111, ex Hastings)  | Nový Zéland    | JI Thornycroft, Woolston           | 5. září 1957       | 11. prosince 1958  | 22. června 1960    | Objednána pro Velkou Británii, ale dokončena pro Nový Zéland. Vyřazena 1982.                    |
| Taranaki (F148)            | Nový Zéland    | J. S. White, Cowes                 | 27. června 1958    | 19. srpna 1959     | 28. března 1961    | V letech 1978–1979 upravena na cvičnou loď. Vyřazena 1982.                                      |
| Yarra (DE 45)              | Austrálie      | Williamstown Naval Dockyard        | 9. dubna 1957      | 30. září 1958      | 27. července 1961  | Vyřazena 1985, sešrotována.                                                                     |
| Parramatta (DE 46)         | Austrálie      | Cockatoo Island Dockyard           | 3. ledna 1957      | 31. ledna 1959     | 4. července 1961   | Vyřazena 1991, sešrotována.                                                                     |
| Stuart (DE 48)             | Austrálie      | Cockatoo Island Dockyard           | 20. března 1959    | 8. dubna 1961      | 28. června 1963    | Vyřazena 1991, sešrotována.                                                                     |
| Derwent (DE 49)            | Austrálie      | Williamstown Naval Dockyard        | 16. června 1959    | 17. dubna 1961     | 30. dubna 1964     | Vyřazena 1994, potopena jako umělý útes.                                                        |
| President Kruger (F145)    | JAR            | Yarrow, Scotstoun                  | 6. dubna 1960      | 21. října 1960     | 1. října 1962      | Dne 18. února 1982 potopena po srážce se zásobovací lodí SAS Tafelberg (A243). Zemřelo 13 osob. |
| President Pretorius (F147) | JAR            | Yarrow, Scotstoun                  | 21. listopadu 1960 | 28. září 1962      | 4. března 1964     | Prodána do šrotu 1990.                                                                          |
| President Steyn (F150)     | JAR            | Alexander Stephen and Sons         | 20. května 1960    | 23. listopadu 1961 | 26. dubna 1963     | Vyřazena 1980. Prodána do šrotu 1990.                                                           |

## Konstrukce

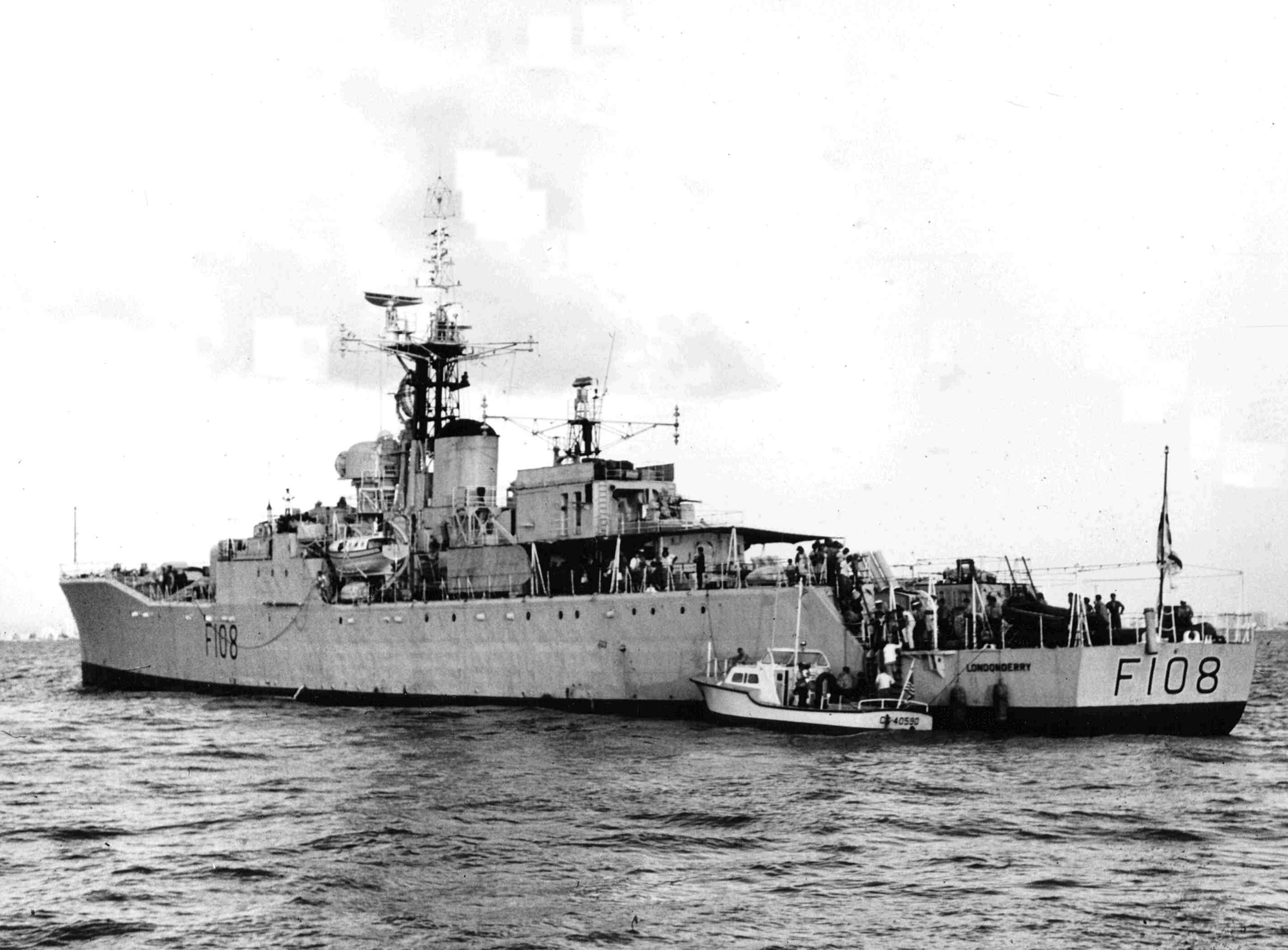
HMS Londonderry

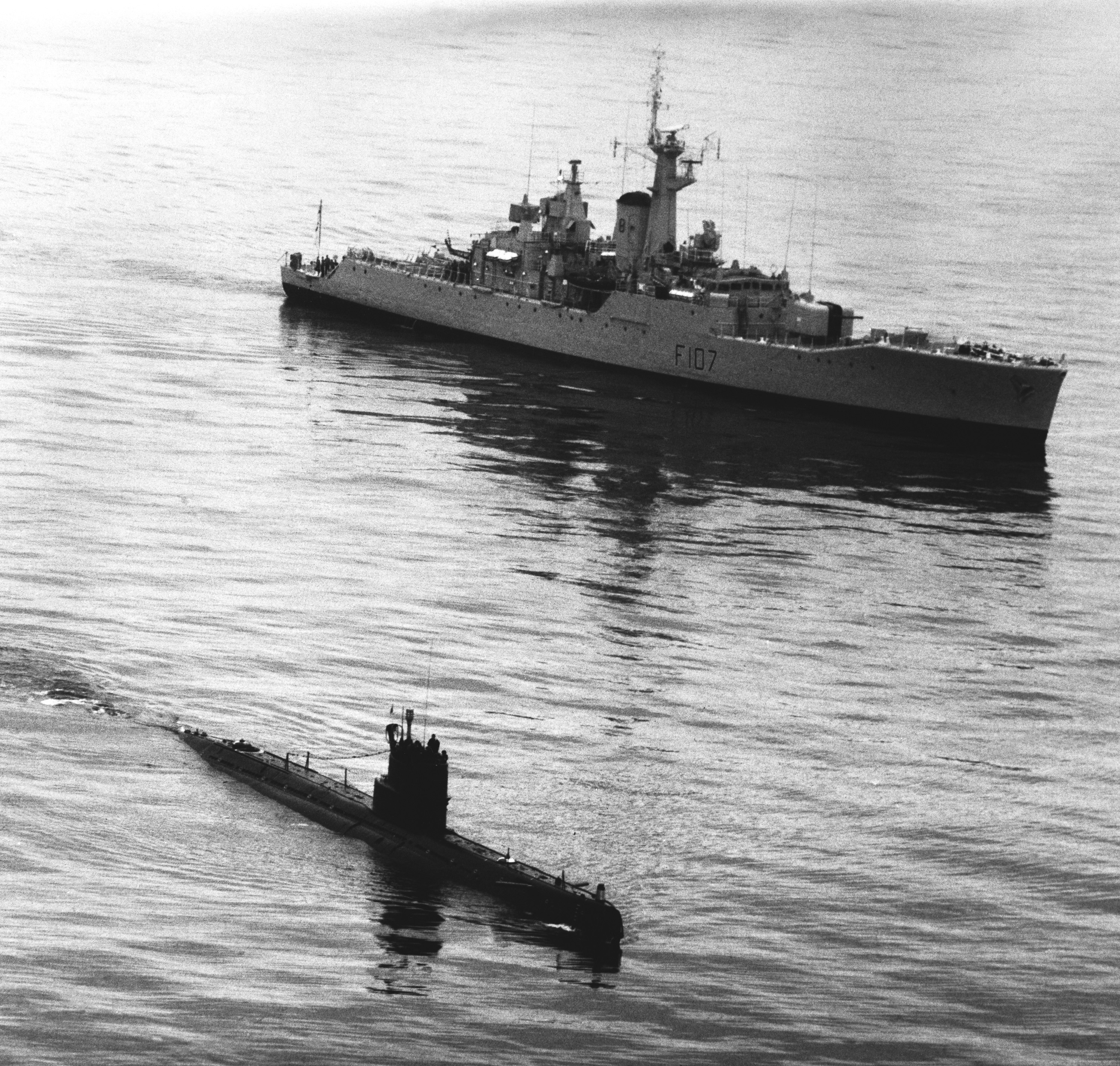
HMS Rothesay a sovětská ponorka třídy Whiskey

Z fregat třídy Whitby byl převzat kompletní trup, pohonný systém a výzbroj. Ta měla původně následující složení. Hlavňovou výzbroj tvořily dva 114mm kanóny v dělové věži na přídi a dva 40mm protiletadlové kanóny. Další výzbroj představovalo 12 kusů 533mm torpédometů a dva salvové vrhače hlubinných pum Limbo.
Během služby se složení výzbroje i elektroniky měnilo, byly odstraněny torpédomety a protiletadlové kanóny nahradil protiletadlový raketový komplet Seacat. Později tak jejich výzbroj tvořily dva 114mm kanóny, dva 20mm kanóny, jeden čtyřnásobný komplet Seacat a jeden vrhač Limbo. Fregaty navíc získaly schopnost provozovat protiponorkový vrtulník Westland Wasp, nesoucí lehká protiponorková torpéda. Tím se jejich účinnost v boji proti ponorkám výrazně zvýšila. Na zádi tak byl vybudován malý hangár (na jeho střeše byl systém Seacat) a přistávací plocha.
Pohonný systém tvořily dva kotle a dvě parní turbíny. Nejvyšší rychlost činila 29 uzlů.

## Zahraniční uživatelé
Austrálie
- Australské námořnictvo – v licenci postavená třída River čítala šest jednotek, z nichž dvě odpovídaly třídě Leander a čtyři typu Rothesay. Jednalo se o fregaty Jarra (F 45), Parramata (F 46), Derwent (F 49) a Stuart (F 48), zařazené do služby v letech 1961-1963. Plavidla se lišila například instalací domácího protiponorkového systému Ikara.[7]

 Jižní Afrika
- Jihoafrické námořnictvo – fregaty President Kruger, President Steyn a President Pretorius byly postaveny v britských loděnicích a sloužily jako třída President. První jednotka se potopila roku 1982 po srážce s tankerem Tafelberg. Ostatní byly vyřazeny v roce 1984-1985.

 Nový Zéland
- Novozélandské královské námořnictvo – fregaty Otago a Taranaki byly postaveny v britských loděnicích. Vyřazeny byly v roce 1982.[8]

## Operační služba

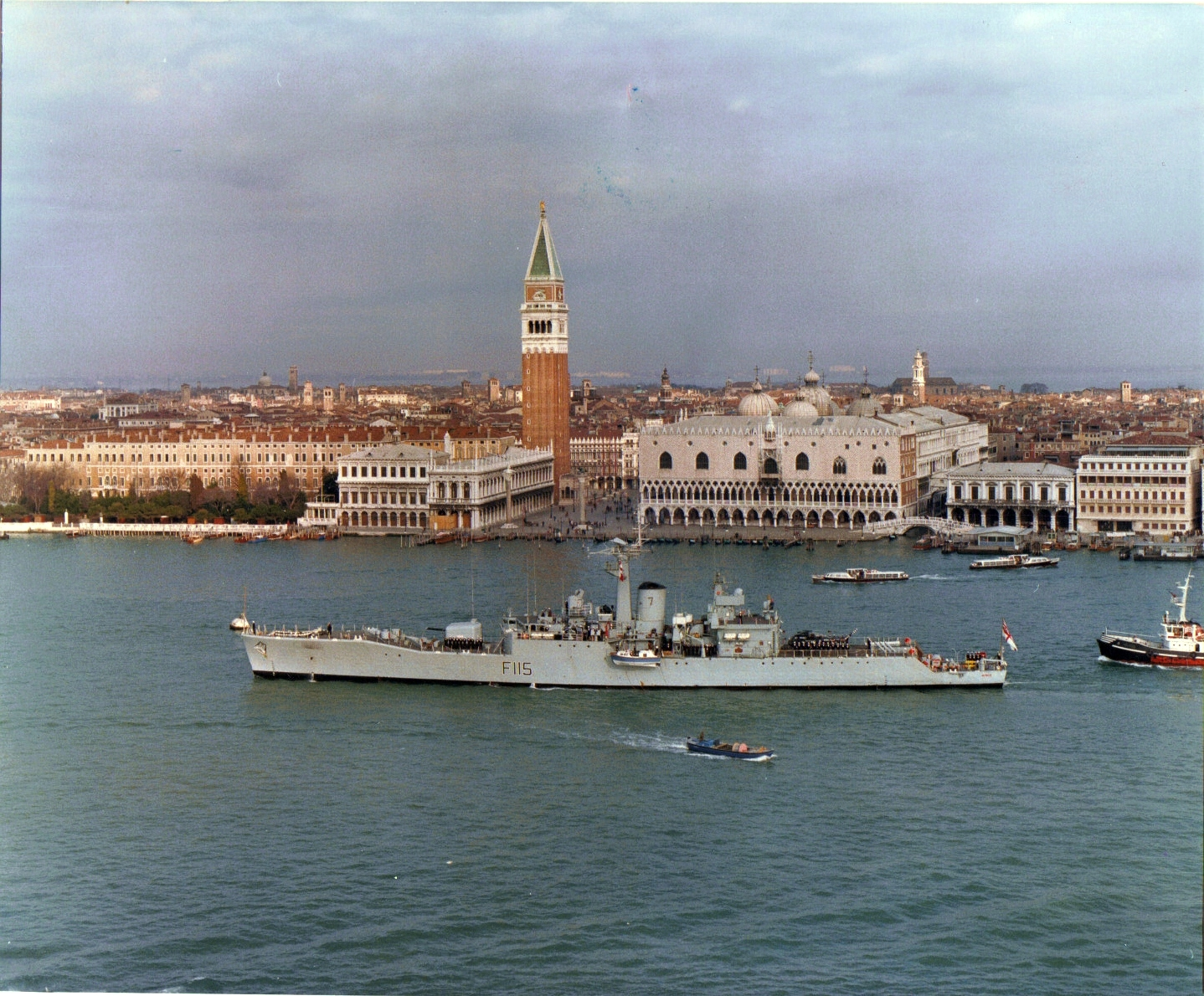
HMS Berwick v Benátkách

Tato třída byla nasazena v roce 1982 ve falklandské válce. HMS Plymouth zde vážně poškodilo argentinské letectvo, ale loď se podařilo zachránit.